# Berenice Azambuja
Berenice da Conceição Azambuja (Porto Alegre, 21 de marzo de 1952 - Passo Fundo, 3 de junio de 2021) fue una cantante folclórica, compositora y multiinstrumentista brasileña de música nativista, tradicional de Río Grande del Sur. Además del acordeón que la caracterizó, también tocaba la guitarra, el cavaquinho y la batería. Fue autora de la canción É Disso que o Velho Gosta, compuesta junto con Gildo Campos.

## Biografía
Nació en el barrio Partenon de Porto Alegre y sus padres fueron Pedro Paulo de Azambuja, músico en su juventud, y Ernestina da Conceição Azambuja, artista circense. Canta desde los ocho años y a los once acompañó con su acordeón a Elis Regina en Clube do Gurí, un programa radial dirigido a niños y jóvenes, conducido por Ari Rego en la radio Farroupilha de Porto Alegre. 
En 1980, junto con Gildo Campos, compuso su canción más conocida: É Disso que o Velho Gosta. La letra está inspirada en su propio padre y su estribillo no solo se hizo popular en la región Sur de Brasil sino en todo el país, en particular en el nordeste: «Churrasco e bom chimarrão / Fandango, trago e mulher / É disso que o velho gosta / É isso que o velho quer» («Churrasco y buen mate / Fandango, trago y mujer / Es de eso que el viejo gusta / Es eso que el viejo quiere»).
La canción fue regrabada en 1985 por Sérgio Reis y en 1996 por Chitãozinho & Xororó, en el CD Clássicos sertanejos. Otro de sus temas más conocidos es A Gaita da Bossoroca.

## Discografía
- 1975 - Berenice Azambuja e os Açorianos - Fogo de Chão
- 1976 - Gauchinha Faceira - Musicolor
- 1978 - É o Sucesso - Continental
- 1979 - Canto Para Mil Querências - Musicolor
- 1980 - Romance de Terra e Pampa - Musicolor
- 1981 - Tropeada da Vida - Musicolor
- 1983 - Canto da Terra - Musicolor
- 1984 - Berenice Azambuja - Vol. 8 - Continental
- 1986 - Xote Largado - Continental
- 1989 - No Jeitinho Brasileiro - Chantecler
- 1995 - Um Pedaço do Meu Pago
- 2003 - Quem Tá Mandando é a Mulherada
- 2008 - Dançando Num Sarava - USA Discos